# Wilson Piazza
Wilson da Silva Piazza, född 25 februari 1943 i Ribeirão das Neves, Minas Gerais, är en brasiliansk före detta fotbollsspelare (mittfältare).
Mittfältare som spelade i försvaret när Brasilien blev världsmästare vid VM 1970. Var även med i VM 1974. 67 landskamper för Brasilien och 112 mål på 487 matcher för Cruzeiro.